# Карантанци
Карантанци или Хорутани (лат. Quarantani) су били јужнословенски народ, преци Словенаца.
Помињу се у Повијести минулих љета заједно са Србима и Хрватима под именом Хорутани. Око 600. године били су под влашћу Авара на средњем току Дунава. Противећи се владавини Авара, преселили су се на западни крај каганата. Карантанцима су се придружила и друга словенска племена (Хавељани и Дуљеби).
Средином 7. вијека Карантанци су населили територију савремене Аустрије (Корушке) и западне Мађарске (западна обала Дунава). Између 670. и 738. године Карантанци су се промјенљивим успјесима борили против Лангобарда за област источних Алпа (област данашње Монтеперте).
Недалеко од кнежевине Карантанаца живјели су њихови најбилижи рођаци Зиљани, који су у 7. вијеку већим дијелом плаћали данак Фрулијском војводству. Затим, падају под утицајем Франака и Бавараца (од 745. године). 796. године кнез Војномир учествује у франачком походу против Авара. 800. године примили су хришћанство западног обреда.
У средњем вијеку звали су их Алпски Словени.